# Chergui
L'illa de Chergui (àrab: جزيرة شرقي, jazīrat Xarqī) és l'illa principal del grup de les illes dels Quèrquens (Qerqenna), a Tunísia, a la governació de Sfax. Té uns deu nuclis habitats però el lloc principal és el complex turístic de Sidi Fredj unit amb Aouled Bou Ali. El port d'Ouled Yaneg està unit per carretera amb l'illa de Gharbi, situada al sud-est i separada per un pas de mar. Altres ciutats són Chergui, En Najet, Al Ataïa (petit port amb un far), El Abasia, Remla, Kellabine i Ouled Kasem. A la seva rodalia hi ha les illes de Safnou, Roumédia i Ghermedi.
L'illa té una forma aproximadament triangular amb una base de 20 km, entre el pont d'al-Kantara i el poble d'El Attaya, i una longitud de 8 km. La seva superfície és d'aproximadament 110 km²; s'associa amb cinc illots deshabitats, el principal dels quals s'anomena Gremdi.